# Freesia refracta
Freesia refracta — вид багаторічних африканських трав'янистих рослин родини півникових (ірисових).

## Розповсюдження
Рослина походить з Південної Африки.

## Опис
Це трав'яниста вічнозелена рослина, яка досягає розміру від 0,2 до 0,45 м й мешкає на висоті 5-640 метрів у ПАР.